# Distrito de Callahuanca

Provincia de Huarochirí en el Departamento de Lima, Perú

El distrito de Callahuanca (Quechua: Cajlla Huanca, «Piedra partida»), creado como Santa Rosa de Callahuanca es uno de los treinta y dos distritos que conforman la provincia peruana de Huarochiri, ubicada en el Departamento de Lima, bajo la administración del Gobierno Regional de Lima-Provincias, en el Perú. Se encuentra en un valle conocido por sus cultivos de palta (aguacate) y chirimoya.
Dentro de la división eclesiástica de la Iglesia Católica del Perú, pertenece a la Prelatura de Yauyos

## Historia
El distrito fue creado mediante Ley N° 12825 del 12 de abril de 1957, en el segundo gobierno del Presidente Manuel Prado Ugarteche. El nombre completo es Santa Rosa de Callahuanca, siendo Santa Rosa de Lima patrona del distrito y a la cual se le recuerda el día 30 de agosto. 

## Geografía
Callahuanca se encuentra situado en la margen izquierda del río Santa Eulalia en una meseta y a una altitud de 1765 m s. n. m. a 46 km de la ciudad de Lima; posee un excelente clima primaveral. 
Este pueblo típico y tradicional está conformado por viviendas construidas de material noble con calaminas (techo a dos aguas) algunas mantienen techos característicos con teja andina; su plaza principal debido a la geografía, está conformada en tres niveles, en lado inferior alberga una mini loza, en el intermedio se encuentra la pileta central de cobre y rodeados por jardines y en el nivel superior colinda con la iglesia Matriz y la Municipalidad del Distrito. Su población se dedica principalmente a la agricultura y entre sus principales productos destacan la palta, la manzana Winter y la chirimoya, siendo este último el cultivo más importante y representativo de la zona, de las cuales preparan derivados como mermeladas, helados y cocteles como el Chiripisco.

## División administrativa

### Centros poblados
- Urbanos
  - Callahuanca, con 1 944 hab.
- Rurales 
  - Barbablanca, con 349 hab. Y con james Aquino
  - Caserío de San José de Tucre
  - Caserío de Purunhuasi
  - San Pablo de Chauca, con 111 hab.

## Autoridades

### Municipales
- 2019 - 2022[4]
  - Alcalde: Martín Román Lázaro Cuéllar, del Partido Democrático Somos Perú.
  - Regidores:

  1. Ericsson Manuel Quispe Medina (Partido Democrático Somos Perú)
  2. Leo José Aurora Huamalíes (Partido Democrático Somos Perú)
  3. Rosario Noemí Huamalíes Yauri (Partido Democrático Somos Perú)
  4. Nataly Kerlyn Sotelo Cisneros (Partido Democrático Somos Perú)
  5. Evaristo Froilán López Calixtro (Patria Joven)

#### Alcaldes anteriores
| Lista de los últimos 12 alcaldes de Callahuanca | Lista de los últimos 12 alcaldes de Callahuanca | Lista de los últimos 12 alcaldes de Callahuanca |
| Período                                         | Alcalde                                         | Partido político                                |
| ----------------------------------------------- | ----------------------------------------------- | ----------------------------------------------- |
| 1981 - 1983                                     | Severiano Rojas Bautista                        | Acción Popular                                  |
| 1984 - 1986                                     | Elueterio Donato Cornejo Ninahuanca             | APRA                                            |
| 1987 - 1989                                     | Elueterio Donato Cornejo Ninahuanca             | APRA                                            |
| 1990 - 1992                                     | Elueterio Donato Cornejo Ninahuanca             | APRA                                            |
| 1993 - 1995                                     | Daniel Eustaquio Rueda Urbano                   | Acción Popular                                  |
| 1996 - 1998                                     | Daniel Eustaquio Rueda Urbano                   | Acción Popular                                  |
| 1999 - 2002                                     | Daniel Eustaquio Rueda Urbano                   | Acción Popular                                  |
| 2003 - 2006                                     | Jeremías Carrasco Galarza                       | Movimiento Acción Cívica Callahuanca            |
| 2007 - 2010                                     | Francisco Yanfranco Pérez Ticse                 | Acción Popular                                  |
| 2011 - 2014                                     | Francisco Yanfranco Pérez Ticse                 | Acción Popular                                  |
| 2015 - 2018                                     | Francisco Yanfranco Pérez Ticse                 | Movimiento Patria Joven                         |
| 2019 - 2022                                     | Martín Román Lázaro Cuéllar                     | Somos Perú                                      |

## Educación
La ciudad tiene un centro de estudio, que es público y alberga un aproximado de # estudiantes.
| Centros educativos en Callahuanca            | Centros educativos en Callahuanca | Centros educativos en Callahuanca |
| Centro educativo                             | Enseñanza                         | Tipo                              |
| -------------------------------------------- | --------------------------------- | --------------------------------- |
| I. E. N° 20541 - "Santa Rosa de Callahuanca" | Secundaria                        | Público                           |

## Patrimonio

### Lugares turísticos

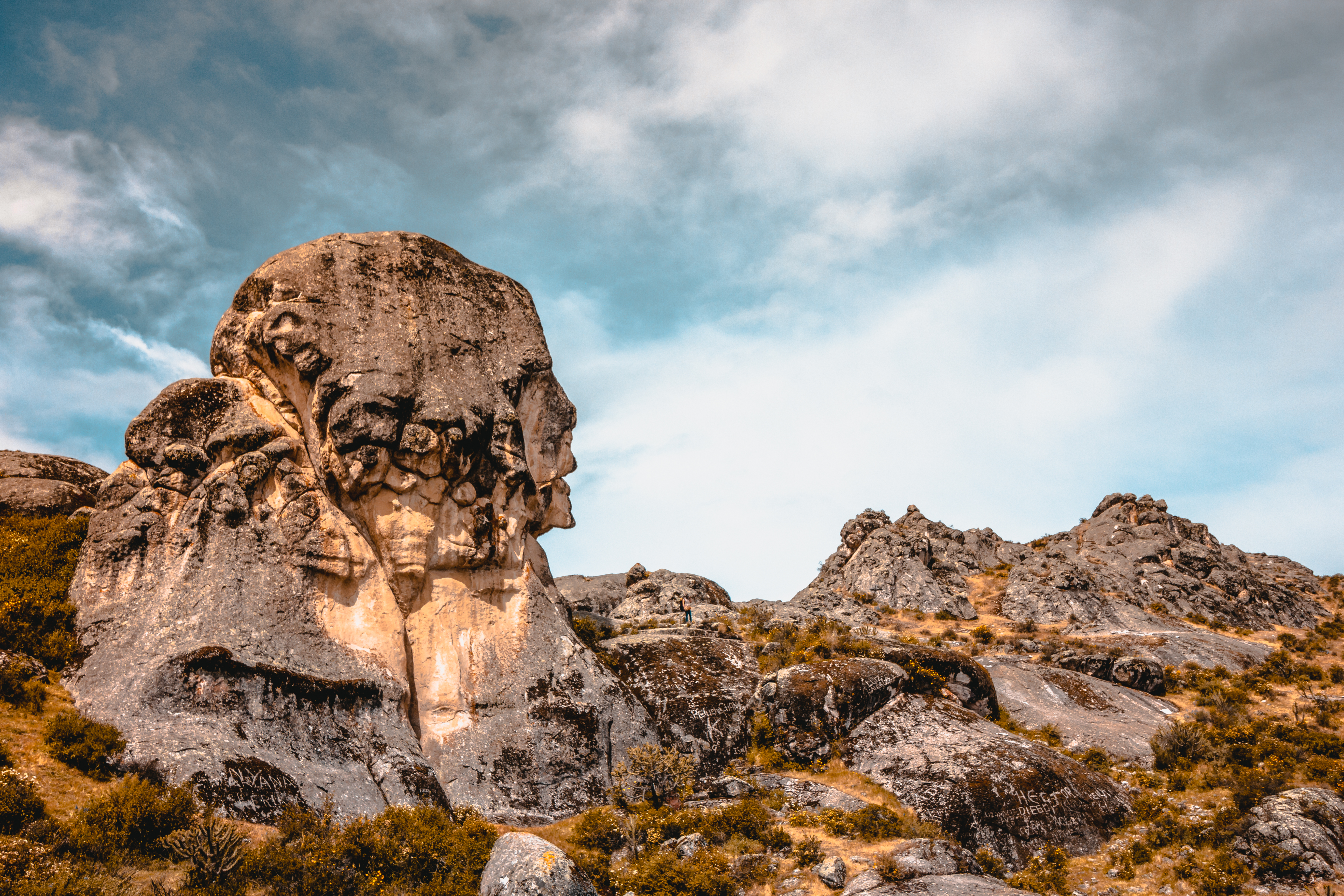
Monumento a la Humanidad, Marcahuasi.

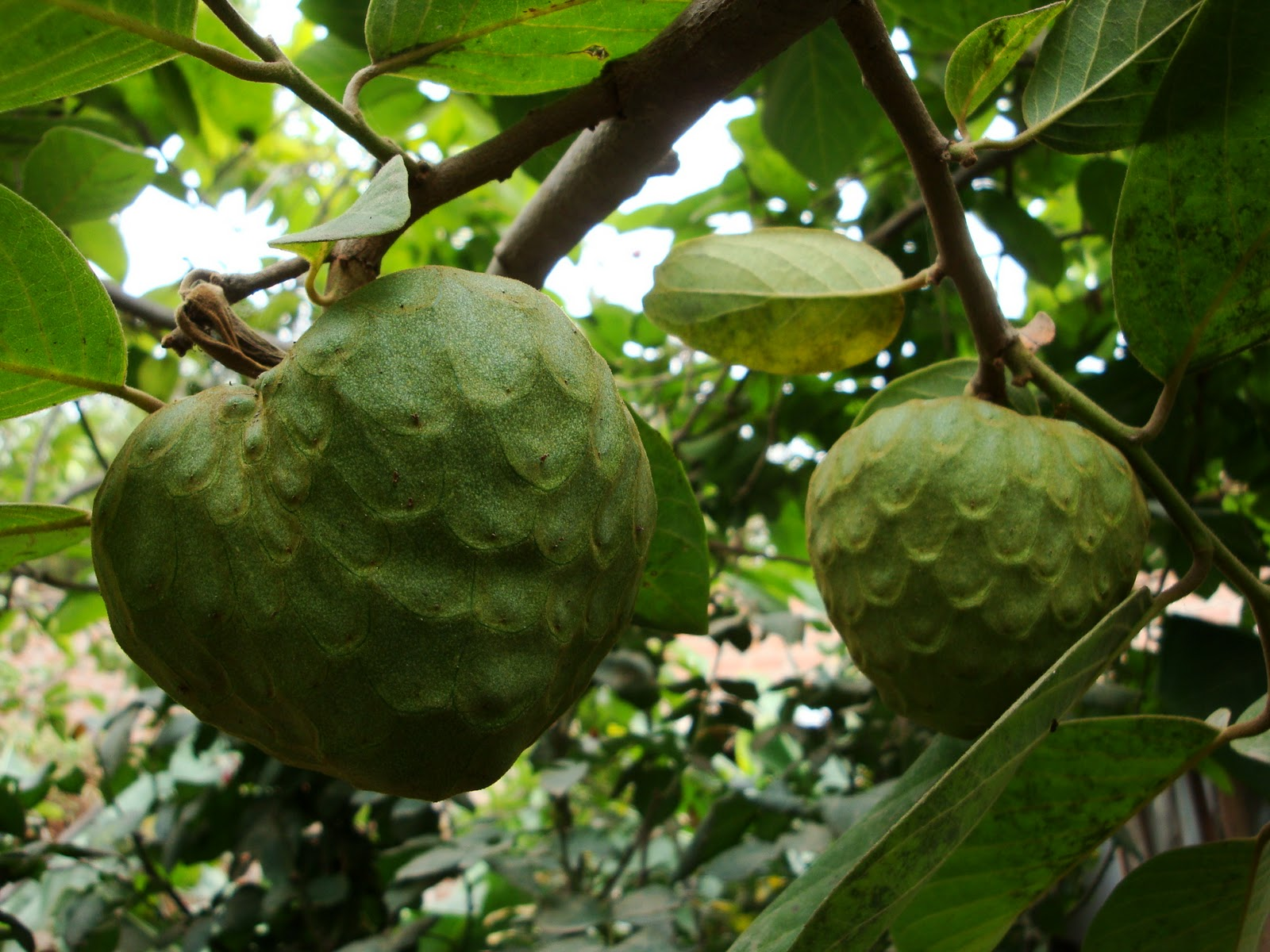
Producción de chirimoyas.

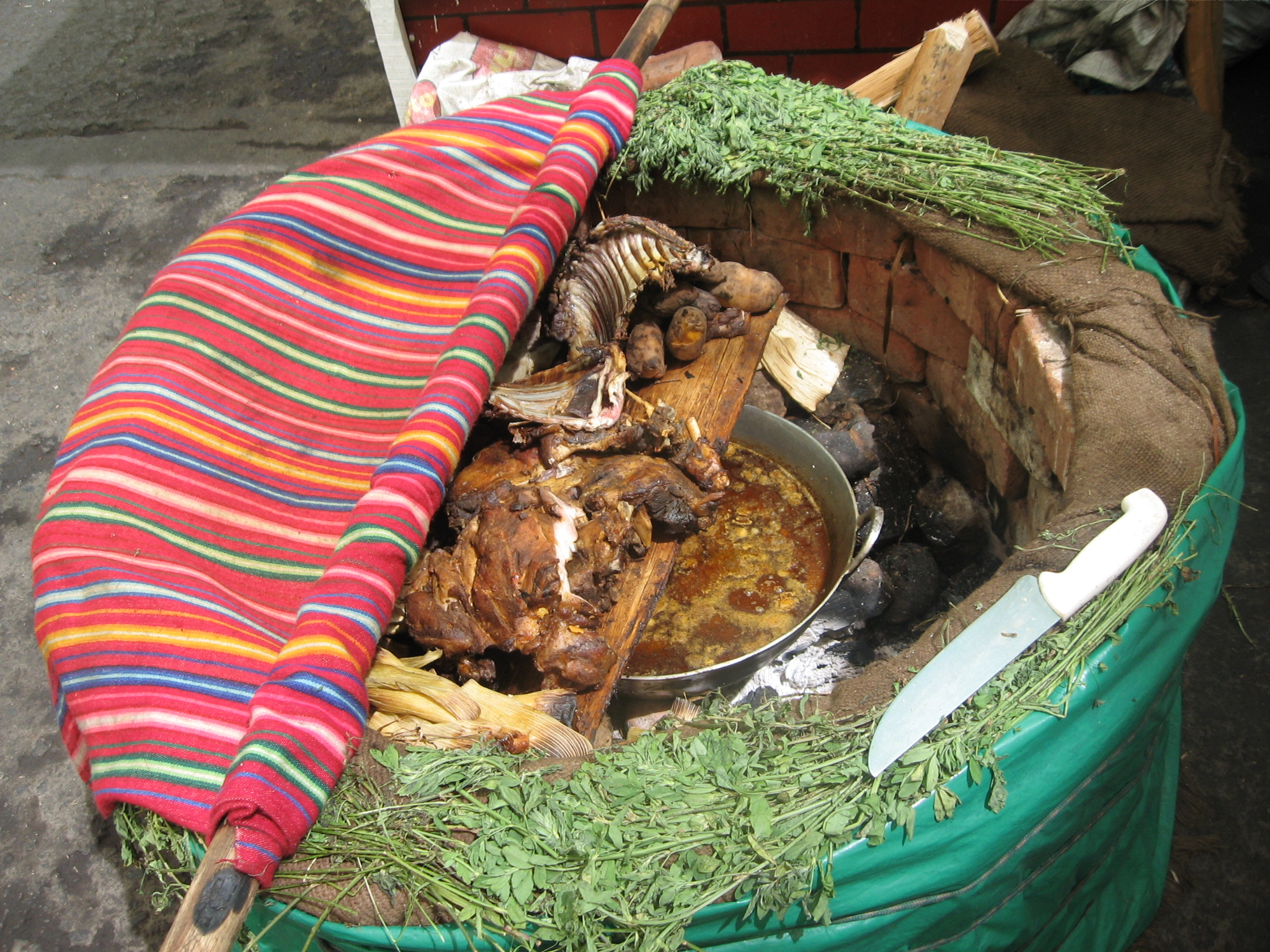
Preparación de una pachamanca común.

- Marcahuasi: Ubicado al norte de Callahuanca en las inmediaciones del centro poblado de San Pedro de Casta sobre los 4000 m s. n. m. Se trata de un extenso bosque de piedras de granito, con imponentes rocas de hasta 25 metros de altura. Se recomienda acampar cerca de las formaciones del «Monumento a la Humanidad» (conocida así por su forma similar al perfil de una persona) o el «Anfiteatro» (desde aquí los turistas estarán protegidos del clima ventoso y frío).

- Cascashoko: Se ubica a 5 km de Callahuanca y fue una ciudadela pre-inca de gran importancia. En la actualidad, más específicamente en enero de 2006 fue declararada Patrimonio Cultural de la Nación del Perú como una zona arqueológica amurallada. En el plano arquitectónico resaltan las casas construidas a base de piedra y barro.[5]

- Parcelas demostrativas: Permite observar el proceso de la chirimoya, desde su cultivo hasta su cosecha, así como comprar las frutas locales.

- Mirador de Characán: Permite tener una vista panorámica del Valle de Santa Eulalia (caminata de 3 horas).

- Piscigranja Piedra Huaca: Se puede apreciar el proceso de crianza de las truchas, así como observar las curiosas formaciones rocosas.

### Cultura

#### Festivales
- Festival de la Chirimoya: Cada año, durante el mes de abril, la municipalidad distrital organiza un tradicional festival, presentando coloridos concursos y danzas regionales marcando el inicio de la temporada de verano. Además, el fruto ganador de la fiesta puede llegar a pesar más de tres kilos.

#### Gastronomía
La cocina callahuanquina ofrece una gran variedad de platos. Numerosos platos tradicionales de Callahuanca son compartidos con el resto de la gastronomía de la región andina y en gran parte de la macrorregión centro del país. Destaca la huatia, que consiste en tubérculos (principalmente la papa y el camote) acompañadas de maíz, envueltos en pancas u otras hojas. Resalta también, la pachamanca de cuatro sabores, preparada bajo la tierra y que lleva por ingredientes; la carne de res, carnero, cabrito, cerdo o cuyes, así como maíz, papas, habas, quesillos, queso y humita. Se cocina con el calor de las piedras que fueron calentadas con anterioridad siendo cubiertas con hojas de marmaquillay. Asimsimo, resaltan los platos a base de trucha, cuyes chactados, con arroz, mote y ají huacatay, así como chicharrones, sopa de cabeza y papa a la huancaína siendo estos últimos los platos de fondo. Los postres se combinan entre yogures de chirimoya y durazno, helados de palta y chirimoya.

## Deportes

### Equipos de fútbol en Callahuanca
| Equipo                                       | Estadio                | Fundación            |
| -------------------------------------------- | ---------------------- | -------------------- |
| Club Sport Alianza Santa Rosa de Callahuanca | Estadio de Callahuanca | 30 de agosto de 1929 |

## Fauna
Entre las aves hay pepites, palomas cascabelitas, picaflores del tipo pájaro mosquito y la amazilia, chiguacos, cernícalos y águilas (parabuteo unicinctus), los murales en el pueblo describencóndores, zorros, pumas, venados y alpacas, entre otros. En general podemos decir que Callahuanca abarca pisos ecológicos de Yunga, Quechua y Suni por lo que se encuentran toda la fauna para estas zonas.

## Festividades
- Febrero      Carnavales
- Marzo-abril  Semana Santa
- Mayo Festival de la Chirimoya
- Julio San Pablo de Chauca
- Agosto       Santa Rosa de Callahuanca
- Octubre La Cruz del Viajero
- Diciembre    Navidad - La Pastora